# Cypris (larve)
 (mai 2009).
Si vous disposez d'ouvrages ou d'articles de référence ou si vous connaissez des sites web de qualité traitant du thème abordé ici, merci de compléter l'article en donnant les références utiles à sa vérifiabilité et en les liant à la section « Notes et références ».

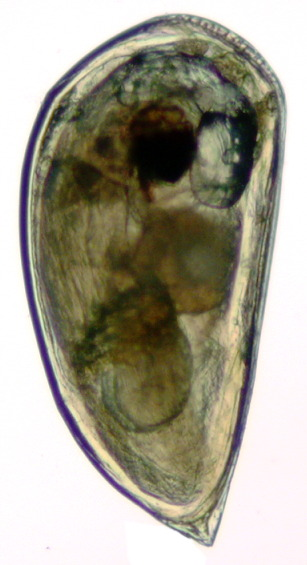
Une cypris

La larve cypris (Cypris, autre nom d’Aphrodite, déesse de l’amour. La forme de la larve, vue de face, évoque les parties intimes de la femme) est une phase du développement des Crustacés cirripèdes qui ne comporte qu’un seul stade (état de l’animal entre deux mues successives). Elle fait suite à la phase nauplius (généralement 6 stades) et, après fixation sur un support, donne naissance à la forme définitive (« adulte ») du cirripède. 

## Description
Elle est constituée essentiellement de deux parties : la tête (= céphalon = prosoma) et le thorax (= péréion). 
La tête(= céphalon) porte :
Deux yeux composés aisément visibles et un œil simple impair, plus discret, l’œil nauplien.
Une paire d’antennules (A1) dont le troisième article constitue un disque adhésif par lequel la cypris se fixe au support. Ce premier ancrage est ensuite consolidé par la sécrétion d’une grosse glande cémentaire dont le canal débouche sur le même article.
L’antenne (présente chez les larves nauplius) a disparu.
Les pièces buccales (mandibules, maxillules et maxilles) sont à l’état d’ébauches non fonctionnelles.
La cypris ne s’alimente pas : elle vit sur les réserves accumulées au cours de la phase nauplius. Une partie de ces réserves est représentée par de nombreux globules lipidiques (huile) accumulés dans la région céphalique.
Le thorax(= péréion) est constitué de six métamères (anneaux) aux limites indistinctes, qui possèdent chacun une paire d’appendices natatoires : les cirres (= péréiopodes = thoracopodes) constitués d’un article basal porteur de deux rames de deux articles chacune. Ces appendices sont équipés de soies qui augmentent considérablement leur surface de contact avec l’eau.
Le corps est terminé par une paire d’appendices, formés de deux articles, qui constituent une furca, en arrière de l’anus, dorsal.
Le tube digestif est en place mais fermé (non fonctionnel donc) au niveau de l’œsophage et de l’intestin postérieur.
La cypris localise un emplacement pour s'y fixer. Elle y parvient en explorant des surfaces immergées avec des antennules modifiées, puis s'y attache de façon permanente à l'aide d'un adhésif protéique avant d'entreprendre sa métamorphose en adulte. Ce processus a d'importantes implications économiques pour l'industrie marine car les cirripèdes sont des espèces impliquées dans l'encrassement biologique.

## Exploration des surfaces
Le groupement des adultes sessiles n'est pas un processus aléatoire. Il reste globalement mal connu. 
Lorsque la cypris rencontre une surface immergée, elle s'y attache via un mécanisme mal connu d'adhésion temporaire. Cette adhésion est effectuée par le 3e segment des antennules qui porte  un disque adhésif, comparable aux structures tarsaires des mouches. Une sécrétion glycoprotéique, provenant des glandes du 3e segment est impliquée à différents degrés dans l'adhésion temporaire, mais son rôle est également méconnu.

## Complexe protéique induisant la colonisation (SIPC)
Ce que l'on sait est que des "empreintes" de ces sécrétions protéiques  déposées sur les surfaces  préalablement explorées par des cypris, accroissent leur attractivité pour les cypris suivantes. Les facteurs conspécifiques protéiques induisant la colonisation (en anglais SIPC : Settlement Inducing Protein Complex) sont aussi présentss chez les cirripèdes adultes. C'est probablement le principal moteur du grégarisme chez les cirripèdes.

## Autres signaux
Les cypris sont sensibles à de nombreux facteurs physiques de surface qui contribuent à réduire ou à augmenter la probabilité de leur colonisation d'un endroit donné. Ces facteurs incluent la texture de la surface, sa composition chimique, sa mouillabilité, sa couleur et la présence/absence ainsi que la composition du biofilm de surface. Lorsque les cypris vieillissent et que leurs réserves s'épuisent, elles deviennent moins sélectives et colonisent des surfaces qu'elles auraient rejetées auparavant.